# Preußische Versuchsanstalt für Wasser-, Erd- und Schiffbau
Die 1903 in Berlin gegründete Preußische Versuchsanstalt für Wasser-, Erd- und Schiffbau (VWS) gilt als erste staatliche wasserbauliche Versuchseinrichtung Deutschlands. Bis 1919 hieß das Institut „Königliche Versuchsanstalt für Wasserbau und Schiffbau“, bis 1938 „Preußische Versuchsanstalt für Wasserbau und Schiffsbau“. Nach dem Krieg zerfiel das Institut in die Forschungsanstalt für Schiffahrt, Wasser- und Grundbau der DDR und deren westdeutsches, heute gesamtdeutsches Pendant, die Bundesanstalt für Wasserbau.

## Geschichte

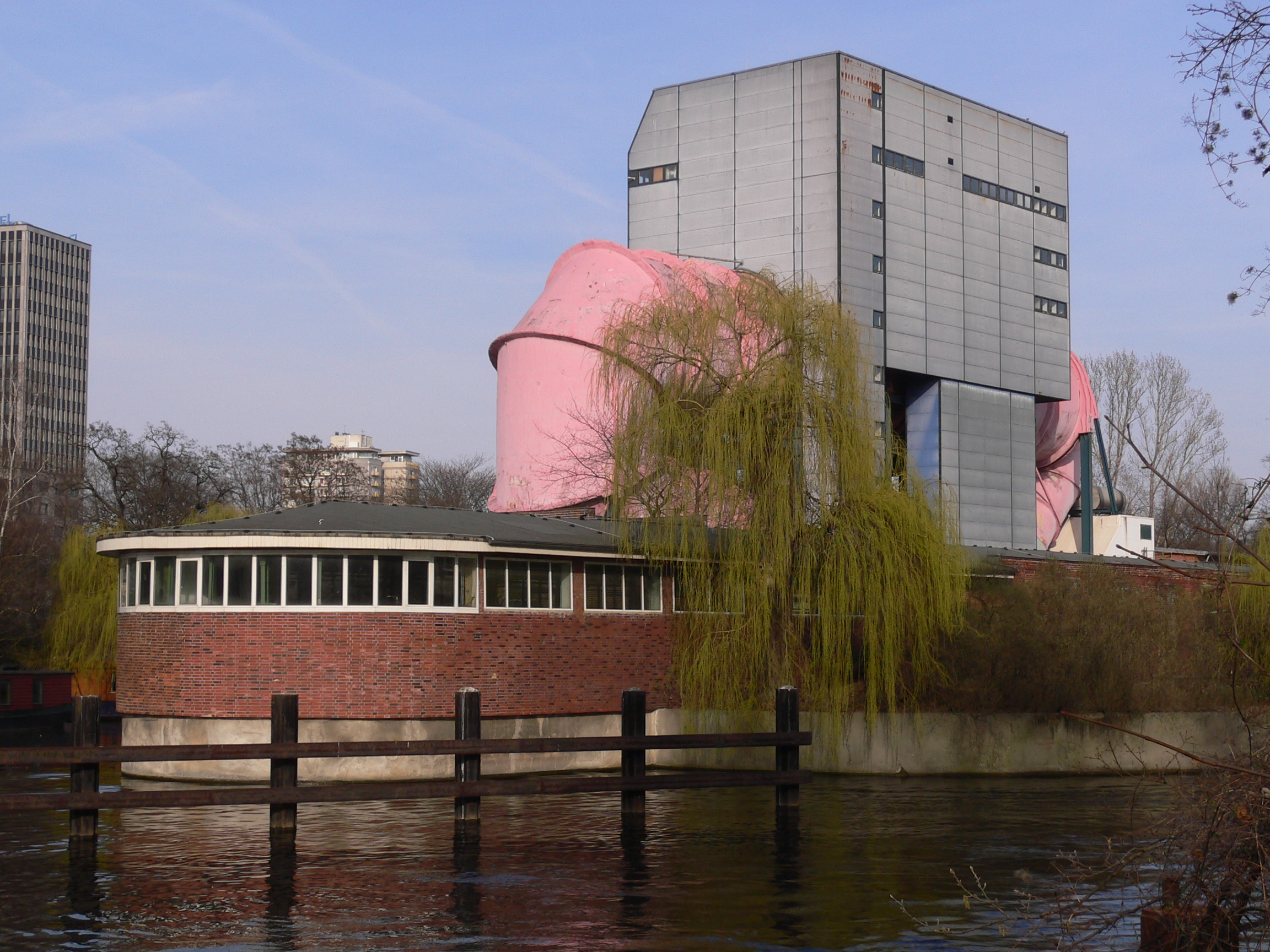
Gebäude der VWS mit der markanten rosafarbenen Röhre des Umlauftanks auf der Schleuseninsel in Berlin-Tiergarten, 2005

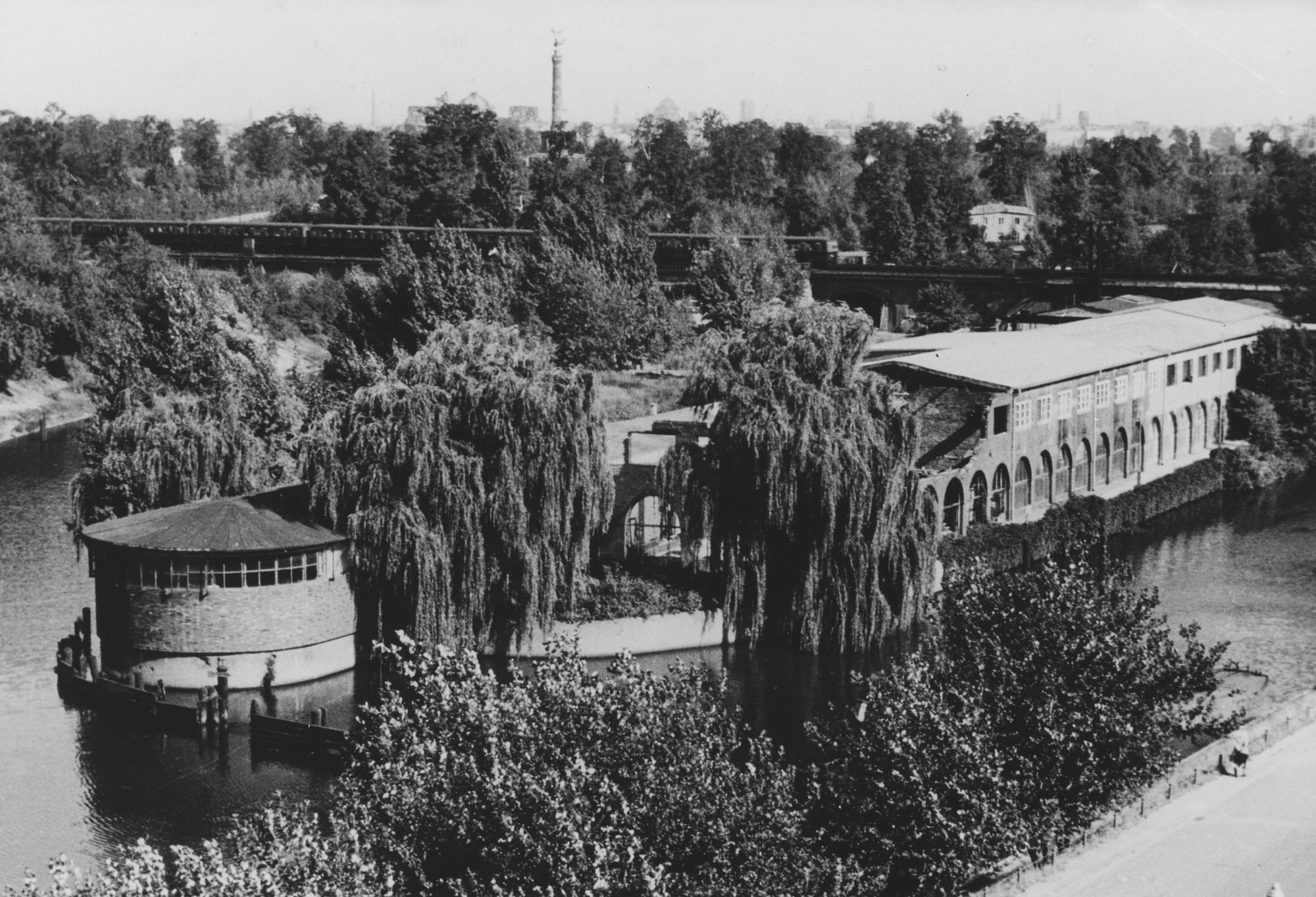
Blick auf die VWS, 1952

Erste Überlegungen zur Gründung einer wasserbaulichen Experimentieranstalt auf der Schleuseninsel in Berlin-Tiergarten gab es bereits 1884. Neun Jahre später fasste das preußische Ministerium der öffentlichen Arbeiten den Entschluss zum Aufbau einer „Versuchsanstalt für Wasser- und Schiffbau“. Die zuerst angedachten Standorte in Übigau bzw. Danzig scheiterten aus verschiedenen Gründen.
Kaiser Wilhelm II. persönlich war es schließlich, der einen anderen Anstaltsbauplatz im Berliner Tiergarten ablehnte. In seinem Schreiben dazu heißt es stattdessen, es „erscheine Allerhöchstihnen die sogenannte Schleuseninsel wohl geeignet.“. Damit war die Standortfrage von höchster Stelle geklärt, 1901 begann der Bau.
Das Herzstück der Anlage bildete eine 157 m lange, 10,5 m breite und 3,2 m tiefe, überdachte Strömungsrinne samt Schleppwagen. In einem auf der Insel befindlichen Stadtbahnbogen wurde zudem eine Rinne für wasserbauliche Versuche geschaffen. Am 16. April 1903 erhielt die „Königliche Versuchsanstalt für Wasserbau und Schiffbau“ ihre Rolle als staatliches Forschungsinstitut und nahm damit ihren Betrieb auf.
Die ersten Jahre standen ganz im Zeichen des Flottenprogramms der Reichsmarine. Bis zum Bau einer marineeigenen Schleppanstalt in Berlin-Lichtenrade war die VWS fast gänzlich mit dem Schleppen von neuen Kriegsschiffmodellen ausgelastet. Gleichzeitig wuchsen Ausstattung und Größe der VWS durch vielerlei Investitionen in den Anfangsjahren. Eine Zäsur markierte die Erweiterung der Anstalt 1926 durch ein Außengelände in Potsdam-Marquardt. Hier konnten von nun an auch großflächige, ausgedehnte wasserbauliche Modelle erbaut und zu Versuchen genutzt werden. Im selben Jahr wurde die VWS zudem um ihre Erdbauabteilung erweitert. Zusammen mit der mittlerweile nahezu voll ausgebauten Schleuseninsel bildete das VWS nun ein wasserbauliches Institut von Weltrang.
Da die Anzahl der Versuche weiterhin stieg, wurde die VWS 1934 erneut um eine Außenstelle erweitert. In einer ehemaligen Flugzeughalle in Berlin-Karlshorst waren von nun an witterungsunabhängige Wasserbauversuche möglich. Die Arbeit der Schiffbauabteilung unterlag ab 1933 strengster Geheimhaltung. Weil die dritte Abteilung, der Erdbau, immer weiter an Bedeutung gewann, fand diese 1938 Eingang in den Namen der Anstalt.
Ein jähes vorläufiges Ende fand der Forschungsbetrieb der VWS bei Bombenangriffen im März und November 1943, die die Einrichtung auf der Schleuseninsel massiv beschädigten. 1945 übernahm die Forschungsanstalt für Schiffahrt, Wasser- und Grundbau (FAS) die Anlagen der ehemaligen VWS; mit der Bundesanstalt für Wasserbau in Karlsruhe wurde auch in der Bundesrepublik ein Institut in der Tradition der VWS gegründet. Nach der Wiedervereinigung ging die FAS in der Bundesanstalt auf.
Die Anlage wurde 1975 um einen vom Architekten Ludwig Leo entworfenen Umlauf- und Kavitationstank ergänzt, der 120 Meter lang ist und ein Wasservolumen von 3300 Tonnen fasst. Er dient für Versuche zur Strömungs- und Schiffstechnik, wie z. B. für Kavitationsuntersuchungen an Propellern. Die rosafarbene Röhre besteht aus Polyurethan und wird von einer kobaltblauen Stahlstruktur getragen. Im dritten Obergeschoss dieses Bauwerks befindet sich die eigentliche Messstrecke, hier werden Schiffsmodelle dem Druck des mit bis zu zehn Metern pro Sekunde vorbeifließenden Wassers ausgesetzt.
Die VWS wurde nach der Schließung als selbstständiger Betrieb am 1. Januar 1995 als Zentraleinrichtung in die Technische Universität Berlin eingegliedert. Im November 2017 wurde die Sanierung des heute unter Denkmalschutz stehenden Umlauftanks abgeschlossen. Die Wüstenrot Stiftung beteiligte sich hieran mit 3,5 Millionen Euro.

## Organisation
Die VWS war in ihre zwei Abteilungen Schiff- und Wasserbau gegliedert. Maßgeblich steuerte der Direktor der VWS den Kurs des Instituts. Gerade Hans-Detlef Krey prägte die Anstalt in seiner Amtszeit von 1910 bis zu seinem Tod 1928.
Mit dem Erwerb des wasserbaulichen Außengeländes in Potsdam trennten sich beide Abteilungen räumlich voneinander ab. Bis 1926 erledigte der Wasserbau seine erdbautechnischen Aufgaben selbst, danach wurde es auf Grund der sich mehrenden Arbeit sinnvoll, hierfür eine eigene Abteilung zu schaffen.
Schwierigkeiten verursachte die gleichzeitige Abhängigkeit der VWS vom Ministerium für öffentliche Arbeiten und dem vom Ministerium mit der direkten Zuständigkeit betrauten Berliner Polizeipräsidium. Erst 1935 erreichte die Anstalt den Rang als Mittelbehörde und war nun nur noch dem Reichs- und Preußischen Ministerium für Ernährung und Landwirtschaft unterstellt.

## Projekte
Die Schiffbauabteilung diente mit ihrer Schlepprinne gerade anfangs fast nur der Reichsmarine. Doch auch später, als die Marine eine eigene Rinne betrieb, blieb der Anteil an militärischen Schiffsmodellen am VWS hoch. Die natürlich gegebene Länge der Schleuseninsel begrenzte zudem in gleichem Maße auch den Ausbau der Schlepprinne, sodass die schiffbauliche Abteilung manche Projekte nicht wahrnehmen konnte.
Die wasserbauliche Abteilung konnte dagegen nach ihrer Erweiterung in Potsdam große Pläne umsetzen. Modellversuche für die Kanalisierung des Don und die Einmündung des Wolga-Don-Kanals ließen die VWS noch ein Jahr vor der Machtübernahme der Nationalsozialisten im Auftrag der Sowjetunion arbeiten. Die Projekte galten in ihrer Zeit als beachtliche wasserbauliche Herausforderungen. Versuche zur Dr.-Gabriel-Terra-Staumauer am Río Negro in Uruguay untermauern das internationale Renommee der Anstalt. Bei Versuchen zur Abdämmung der Eider entwickelte die VWS zudem ein eigenes Gerät zur modellhaften Erzeugung des natürlichen Gezeitenstroms.